# Anton Hummler
Anton Hummler (* 12. Februar 1908 in St. Gallen; † 25. September 1944 im Zuchthaus Brandenburg) war ein Widerstandskämpfer gegen den Nationalsozialismus.

## Leben

Mitteilung über Hinrichtung von Anton Hummloer vom Volksgerichtshof an Ehefrau

Anton Hummler wuchs als ältestes Kind einer zehnköpfigen Geschwisterschar auf. Er verdiente sein Geld zunächst als Landarbeiter und zog 1927 nach Stuttgart, wo er Maschinenarbeiter und später Maschineneinsteller bei Bosch wurde. Die Weltwirtschaftskrise führte zu mehreren Jahren der Arbeitslosigkeit, ehe Hummler wieder bei Bosch beschäftigt wurde. 1929 wurde Hummler Mitglied des Arbeitersportvereins „Rote Sportler“, 1930 wurde er auch Mitglied des Kampfbundes gegen den Faschismus und der KPD. Er las Hitlers Buch Mein Kampf und schloss daraus, dass ein Krieg drohte, wenn der Autor an die Macht kommen sollte.
Anton Hummler hatte mit seiner Ehefrau Frieda zwei Töchter und einen Sohn. Die Familie lebte in den späten 1930er Jahren in der Moltkestraße 43/1 (mittlerweile: Bebelstraße) in Stuttgart. In der Nachbarschaft wohnte der Steindrucker Max Wagner, mit dem Hummler wohl schon vor der Machtergreifung der Nationalsozialisten bekannt gewesen war. Mittels Wagners Rundfunkgerät hörte Hummler auch nach dem entsprechenden Verbot ausländische Sender. Nach und nach fand sich ein Kreis von etwa 30 Personen zusammen, die bei Wagner „Feindsender“ hörten und deren Nachrichten weiterverbreiteten. Politische Diskussionen und die Weitergabe von Informationen fanden vor allem im Freien, getarnt als Sonntagsspaziergänge in der Gruppe, statt.
Hummler wurde im Oktober 1942 nach Hildesheim in die Trillke-Werke versetzt, wo er antifaschistisch eingestellte Kollegen um sich versammelte. Die Gruppe unterstützte unter anderem russische Zwangsarbeiterinnen in den Trillke-Werken. 1943 wurde der Lohn der einheimischen Arbeiter davon abhängig gemacht, dass die Zwangsarbeiterinnen tatkräftig mitarbeiteten. Zugleich wurden die Schichtzulagen gestrichen.
Ab 1937 hatte sich bereits der Kontakt mit Herbert Bogdan intensiviert, den Anton Hummler seit einem Sportereignis in Stuttgart im Jahr 1932 kannte. Bogdan leitete eine Widerstandsgruppe in Berlin. Er schlug einen Zusammenschluss der Sportskollegen vor. Im Juni 1943 besuchte Anton Hummler, zusammen mit Max Wagner und Emil Erath, Bogdan in Berlin. Dieser suchte nach einer Möglichkeit, den untergetauchten jüdischen Zahnarzt Walter Glaser in die Schweiz zu schmuggeln. Erath, ein eingeschleuster Spitzel der Gestapo, behauptete, helfen zu können. Glaser reiste daraufhin im August 1943 mit einem falschen Pass nach Stuttgart und wurde vorläufig bei Max Wagner untergebracht, ehe er mit Erath weiterreiste. Dabei wurde er festgenommen und nach Berlin überstellt. Glaser nahm sich im Oktober 1943 im Jüdischen Krankenhaus in Berlin das Leben. Dies blieb der Stuttgarter Gruppe unbekannt. Ende September 1943 wurden alle Mitglieder, die Erath getroffen hatte, in Stuttgart, Berlin und Hildesheim verhaftet. Vorgeworfen wurde ihnen unter anderem der Versuch, eine kommunistische Gruppe zu bilden. Der Gestapo gelang es nicht, Namen weiterer Beteiligter zu erfahren, zumal Hummlers Frau, als sie nach den Verhören dessen blutverschmierte Kleider aus dem Gefängnis abholen durfte, in einer Socke einen Zettel entdeckte, auf den Hummler warnend „Erath ist der Verräter“ geschrieben hatte. Frieda Hummler warf nachts Zettel mit dieser Botschaft in die Briefkästen von Bekannten. Nach dem Krieg erfuhr sie, dass auf diese Weise tatsächlich Angehörige der Widerstandsgruppe gewarnt worden waren.
Am 4. August 1944 wurde vor dem Volksgerichtshof in Potsdam der Prozess eröffnet. Die Angeklagten wurden wegen Vorbereitung zum Hochverrat und Feindbegünstigung zum Tode und lebenslangem Ehrverlust verurteilt. Gnadengesuche wurden abgelehnt. Im Zuchthaus Brandenburg erfuhren Anton Hummler und Max Wagner am 25. September 1944, dass ihre Hinrichtung noch am selben Tag stattfinden sollte.
Am 24. September 2007 wurden vor den Wohnhäusern der Hingerichteten in der Stuttgarter Bebelstraße 43/1 und 29/2 Stolpersteine verlegt.